# Крошенка
Кро́шенка (Крашенка; бел. Краша́нка) — река в Ушачском районе Витебской области Белоруссии, правый приток Ушачи.

## Гидрография
Река Крошенка вытекает из озера Волчо рядом с одноимённой деревней (однако в некоторых источниках указывается, что русло включает в себя протоку между озёрами Волчо и Вечелье). Протекает через озёра Ореховно и Мено. Впадает в Ушачу с правой стороны в 1 км к северо-западу от деревни Поповка.
Длина реки составляет 15 км. Средний наклон водной поверхности — 0,4 м/км. Площадь водосбора — 184 км².
Водосбор равнинный, 35 % его площади покрыто лесом. Озёрность бассейна составляет 3 %.